# 齋木博
齋木 博（さいき ひろし）は、日本の化学者・環境学者。東京工科大学教授。理学博士。

## 人物・経歴
早稲田大学理工学部応用化学科を卒業後、同大学大学院修士課程を修了する。
1978年に東北大学理学部化学科後期博士課程修了し、筑波大学大学院環境科学研究科準研究員となる。
1982年より電力中央研究所に勤務し、カンザス大学博士研究員、東北大学客員教授などを務める。
2004年に東京工科大学バイオニクス学部（現・応用生物学部）教授に就任。
2010年に東京工科大学片柳研究所所長に就任。
専門分野は、環境修復、電気化学、バイオマス、微生物培養など。
主に環境の改善に役立つ微生物の研究、環境ホルモン測定の研究、バイオマスの研究を行っている。

## 略歴
- 1978年 東北大学大学院理学研究科化学専攻博士課程修了。筑波大学大学院環境科学研究科準研究員
- 1982年 電力中央研究所
- カンサス大学博士研究員
- 東北大学客員教授
- 2004年 東京工科大学バイオニクス学部教授
- 2008年 東京工科大学応用生物学部教授
- 2010年 東京工科大学片柳研究所所長

## 論文
東京工科大学所属における論文の一部を記載する。

### 共著
- 「大腸菌の鉄呼吸能の検証」『日本農芸化学会大会講演要旨集』　Vol.2007、p.28、2007年3月
- 「抗原抗体反応を用いた食品栄養成分の高感度測定法の開発」『化学工学会秋季大会研究発表講演要旨集（ＣＤ−ＲＯＭ）』　Vol.40th、p.R305、2008年8月
- 「バイオマスからのメタノールおよびＤＭＥの合成」『化学工学会秋季大会研究発表講演要旨集（ＣＤ−ＲＯＭ）』　Vol.40th、p.C318、2008年8月
- 「マンガンを電子メディエ一夕とした土壌微生物の電気培養」『日本農芸化学会大会講演要旨集』　Vol.2009、p.241、2009年3月
- 「地下環境の酸化還元状態の形成に及ぼす微生物の影響（第３報）」『日本農芸化学会大会講演要旨集』　Vol.2009、p.330、2005年

## 関連
- 微生物
- 環境ホルモン
- バイオマス